# طابة (قرية)
طابة قرية من قرى منطقة حائل تقع بجوار جبال سلمى، وتبعد عن مدينة حائل حوالي 80 كلم، ويبلغ عدد سكانها 9 آلاف تقريباً. تعتبر طابة من أقدم القرى بمنطقة حائل.
.